# Dismorphia arcadia
Dismorphia arcadia is een vlindersoort uit de familie van de Pieridae (witjes), onderfamilie Dismorphiinae.
Dismorphia arcadia werd in 1862 beschreven door C. & R. Felder.